# Li Hang
Li Hang (kitajsko: 李行; pinjin: Lǐ Háng), kitajski igralec snookerja, * 4. oktober 1990, Džindžou, Liaoning, Ljudska republika Kitajska.

## Kariera
Hang je debitiral med profesionalci v sezoni 2008/09. V poklicno snooker karavano se je uvrstil po zmagi na Azijskem prvenstvu do 21 let v Rangunu, kjer je v finalu premagal rojaka Li Juana 6-1. Sodeloval je tudi na turnirju Džjangsu Classic leta 2008, kjer je resda končal kot zadnji v svoji skupini, a mu je zato uspelo premagati finalista Svetovnega prvenstva 2008 Allisterja Carterja 2-0.
V svoji prvi poklicni sezoni je prikazoval solidne igre, s katerimi je brez težav ubranil svoje mesto v karavani. V svojem prvem kvalifikacijskem dvoboju za nastop na Svetovnem prvenstvu je moral priznati premoč Danielu Wellsu, ki ga je izločil z izidom 10-9.

## Skici
1. ↑  https://cuetracker.net/players/li-hang/career-total-statistics
2. 1 2  »Career-total Statistics for Li Hang – Professional«. CueTracker Snooker Results & Statistics Database. Pridobljeno 25. marca 2016.